# Mahmut Hanefi Erdoğdu
Mahmut Hanefi Erdoğdu (* 1. Juni 1983 in Sakarya) ist ein türkischer Fußballspieler.

## Karriere
Erdoğdu kam im Jahr 1999 aus der Jugendmannschaft von Sakaryaspor in die 1. Mannschaft, er  begann jedoch seine Karriere beim Viertligisten Ayvalıkgücü. Eine Spielzeit später verlieh Sakaryaspor ihn an Mudurnuspor. Nach der Zeit bei Mudurnuspor gehörte Mahmut Hanfi zu den Stammspielern bei Sakaryaspor. 
In der Saison 2003/04 verpflichtete ihn Fenerbahçe Istanbul. Dort wurde Erdoğdu in den folgenden zwei Jahren türkischer Meister. Trotz der Erfolge war Mahmut Hanefi mit seiner Situation nicht glücklich, er kam in seiner gesamten Zeit bei Fenerbahçe auf 18 Spiele. Während der Saison 2006/07 spielte er auf Leihbasis für Gaziantepspor. Zu einer Rückkehr zu Fenerbahçe Istanbul kam es nicht, er wechselte in die 2. Liga zu Orduspor.
Bei Orduspor konnte er an seine frühere Leistungen anknüpfen, weshalb er wieder in die Turkcell Süper Lig zu Sivasspor wechselte. Während der Saisonvorbereitung verletzte sich der Abwehrspieler und kam in der Saison 2007/08 nicht zum Einsatz. Nach der Saison wurde sein Vertrag aufgelöst und er wechselte ablösefrei zu Diyarbakırspor.

## Erfolge
- Türkischer Meister: 2004, 2005